# ناو کلاس زارا
کروزر کلاس زارا (به انگلیسی: Zara-class cruiser) یک کلاس از کشتی است که طول آن 182.8 m (600 ft) می‌باشد.